# Luis Gutiérrez
Luis Alberto Gutiérrez Herrera, também conhecido apenas como Gutiérrez ou Guti (Santa Cruz de la Sierra, 15 de janeiro de 1985) é um futebolista boliviano que atua como Lateral esquerdo ou Zagueiro. Atualmente, joga pelo Royal Pari.

## Carreira

### Oriente Petrolero
Gutiérrez começou a jogar profissionalmente no Oriente Petrolero em 2004. Depois de cinco boa temporada e mais de 140 aparições com a equipe, ele foi emprestado em janeiro de 2009 para o Kiryat Shmona clube israelense. Gutiérrez voltou de Israel depois de seis meses.

### Bahia
Em 2012 acertou com o Bahia e tem contrato até o final do ano.

## Seleção Boliviana
Desde 2007, Gutiérrez jogou 20 jogos pela Seleção Boliviana, incluindo aparições pela Copa América de 2011. Ele fez parte do elenco da Seleção Boliviana de Futebol da Copa América de 2016.

## Títulos
Oriente Petrolero
- Campeonato Boliviano: 2010
- Copa Aerosul: 2005

Bahia
- Campeonato Baiano: 2012[3]

Bolivar
- Campeonato Boliviano: 2015, 2017